# José Garcia Duarte
José Garcia Duarte, primeiro e único Barão da Franca (São João del-Rei, 4 de novembro de 1825 — Franca, 9 de fevereiro de 1891), foi um nobre brasileiro e tenente-coronel da Guarda Nacional, e um importante proprietário de fazendas de café da região.
Foi casado em primeiras nupcias com a senhora Ana Cândida da Costa Junqueira, ficando viúvo o Barão casou-se novamente com dona Maria Amélia Vassimon, não deixando herdeiros. Em seu tempo foi o homem mais rico da cidade de Franca, possuindo muitas propriedades, aderiu à facção monarquista e era escravocrata, deixou duas filhas, Firmina, casada com Luciano Vieira Santiago e Ignacia, casada com o Coronel Antonio Flavio Martins Ferreira, fundador de Avanhandava.
Possuía várias fazendas dentre elas: Fazenda Miraflor, Fazenda Palmital, Fazenda Macahubas, Fazenda Marfim, Fazenda Bebedouro, Fazenda Santa Maria, Fazenda Aguá Limpa, Fazenda Fortaleza, Fazenda Sertão do Rio Verde de quem era sócio dos herdeiros de Maria Justina esposa que foi do Capitão Lima abastado fazendeiro de Dores do Aterrado (atual Ibiraci). Foi o primeiro cafeicultor da cidade de Franca, junto com Joaquim Justino Alves Ferreira, membros do partido conservador,  instalou a primeira máquina de beneficiamento de café em sua Fazenda Miraflor, possuía milhares de pés de café e extensos terreirões. Construiu o Teatro Santa Clara no Largo do Rosário, co-fundador da Santa Casa de Misericórdia.
O Tenente-Coronel José Garcia Duarte foi o único cidadão francano a receber uma comenda do Regime Monárquico, título este recebido em 1888, por serviços prestados na Guerra do Paraguai, pela doação de dinheiro e 200 escravos armados e treinados para o contingente brasileiro na Guerra. Foi co-proprietário, juntamente com José Teodoro de Melo, do jornal "A Justiça", que circulou em 10 de fevereiro de 1884, tendo por redator político Estevão Leão Bourroul, que assinava os seus artigos sob o pseudônimo de “Iskander”. O jornal era um órgão do Partido Conservador, cuja gerência estava a cargo de Estevão Marcolino de Figueiredo. Encerrou as suas atividades em 1887.
Repousa num grande túmulo de mármore, abraçado pela Virgem Maria em prantos, à entrada do Cemitério da Saudade, em Franca. O túmulo, "a jóia daquele cemitério" nas palavras do escritor Paulo Duarte,  foi tombado como sepultura histórica pela Condephaat de Franca em 2011.

## Homenagem
A Praça Barão da Franca, antigo Largo da Aclamação, na Franca, foi a segunda praça construída naquela cidade, servindo de descanso para os componentes da coluna do Coronel Fulgêncio de Almeida, que renomeou a praça em homenagem ao Tenente Coronel Jose Garcia Duarte, pelos inúmeros serviços prestados à cidade. É hoje é um dos pontos de maior concentração da cidade, e importantes negócios de ouro, diamantes, gado, café e calçados têm lugar nos "Cafés" daquela praça, que conta ainda com um obelisco inaugurado em 1929, assinalando a fundação da antiga Vila Franca do Imperador.